# Batalla del Cap Nord
La batalla del Cap Nord va ser una batalla naval de la Segona Guerra Mundial que va tenir lloc el 26 de desembre de 1943, com a part de la campanya de l'Àrtic. El cuirassat alemany Scharnhorst, en una operació per atacar els combois àrtics de material bèl·lic des dels aliats occidentals fins a la Unió Soviètica, va ser portat a la batalla i enfonsat pel cuirassat de la Royal Navy HMS Duke of York amb creuers i destructors, inclòs un embat del destructor HNoMS Stord de l'exiliada Reial Marina Noruega, davant del Cap Nord, Noruega.
La batalla va ser l'última entre vaixells capitals de gran canyons en la guerra entre Gran Bretanya i Alemanya. La victòria britànica va confirmar l'avantatge estratègic massiu dels britànics, almenys en unitats de superfície. També va ser el penúltim enfrontament entre cuirassats, l'últim va ser la batalla de l'estret de Surigao l'octubre de 1944.

## Rerefons
Des de l'agost de 1941, els aliats occidentals havien dirigit combois de vaixells des del Regne Unit i Islàndia fins als ports del nord de la Unió Soviètica per proporcionar subministraments essencials per al seu esforç de guerra al front oriental. Aquests van patir moltes dificultats, sovint atacats per les forces navals i aèries alemanyes estacionades a la Noruega ocupada. Una preocupació clau van ser els cuirassats alemanys de la Kriegsmarine com el Tirpitz i el Scharnhorst. Fins i tot l'amenaça de la presència d'aquests vaixells va ser suficient per causar conseqüències desastroses per als combois, com el comboi PQ 17 que va ser dispersat i en la seva majoria enfonsat per les forces alemanyes després d'informes falsos del Tirpitz navegant per interceptar-los. Per evitar l'amenaça dels vaixells de la capital alemanya a l'Àrtida i per escortar combois amb un alt nivell d'èxit, la Royal Navy va haver d'emprar grans actius.
L'operació Front Oriental va ser un intent de la Kriegsmarine alemanya d'interceptar els esperats combois àrtics. A finals de desembre de 1943, hi havia el comboi JW 55B amb destinació a Rússia format per 19 vaixells de càrrega sota el comandament del Comodor, el contraalmirall retirat Maitland Boucher, acompanyat d'una estreta escorta de dos destructors, l'HMCS Huron i l'HMCS Haida,entre d'altres, i una escorta oceànica de vuit destructors de la Home Fleet liderats per l'HMS Onslow. També a la zona hi havia el comboi RA 55A, que tornava al Regne Unit des de Rússia, format per 22 vaixells de càrrega, acompanyats per una escorta propera de dos destructors i quatre vaixells més, i una escorta oceànica de sis destructors de la Home Fleet liderats per l'HMS Milne. Havia arribat amb seguretat a Murmansk amb les seves escortes normals i la protecció addicional de la Força 1, comandada pel vicealmirall Robert Burnett, formada pel creuer HMS Belfast, el vaixell insígnia i els creuers HMS Norfolk i Sheffield.
Escoltar els combois a Rússia era responsabilitat de la Home Fleet i del seu comandant en cap, l'almirall Sir Bruce Fraser. Fraser volia neutralitzar el Scharnhorst, una amenaça important per als combois, i va planejar una confrontació durant el Nadal de 1943 en què el comboi JW 55B s'utilitzaria per treure l'enemic del cau. Fraser esperava i esperava que el Scharnhorst intentés atacar el JW 55B. En una conferència dels capitans dels vaixells de la seva força, Fraser va descriure el seu pla per interceptar el Scharnhorst en una posició entre el comboi i la base noruega de l'enemic. Aleshores s'acostaria a l'enemic a 11.000 m (12.000 iardes) a la nit àrtica, il·luminaria el Scharnhorst amb obusos d'il·luminació i foc obert amb radar de control de foc.
El comboi JW 55B havia sortit de Loch Ewe el 20 de desembre i va ser albirat dos dies després per un avió de la Luftwaffe que va començar a seguir-lo. El 23 de desembre, els britànics tenien clar a partir dels informes d'intel·ligència que el comboi havia estat albirat i estava sent seguit per avions enemics. Aleshores, Fraser es va fer a la mar amb la Force 2 que consistia en el seu vaixell insígnia, el cuirassat HMS Duke of York, el creuer HMS Jamaica i els destructors de classe S HMS Savage, Scorpion, Saumarez i HNoMS Stord de l'exiliada Reial Marina Noruega. Fraser estava ansiós per no desanimar el Scharnhorst de sortir de la seva base, per la qual cosa no es va apropar abans que fos necessari fer-ho. Quan el JW 55B i els seus escortes s'apropaven a la zona de major perill el mateix dia, el 23, viatjant lentament cap a l'est a 220 milles nàutiques (400 km) de la costa del nord de Noruega, Burnett i la Força 1 van partir cap a l'oest des de Murmansk mentre Fraser amb la Força 2 apropant-se a velocitat moderada des de l'oest. El 25 de desembre, el Scharnhorst (a les ordres del capità Fritz Hintze) amb els destructors de classe Narvik Z29, Z30, Z33, Z34 i Z38 va sortir d'Altafjord sota el comandament general del Konteradmiral Erich Bey. El Scharnhorst va posar rumb cap a la posició informada del comboi a mesura que es va desenvolupar un vendaval al sud-oest.

## La batalla

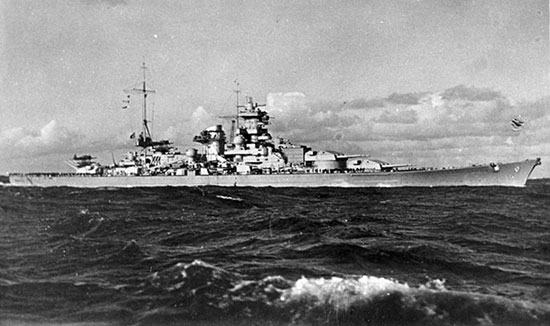
El Scharnhorst

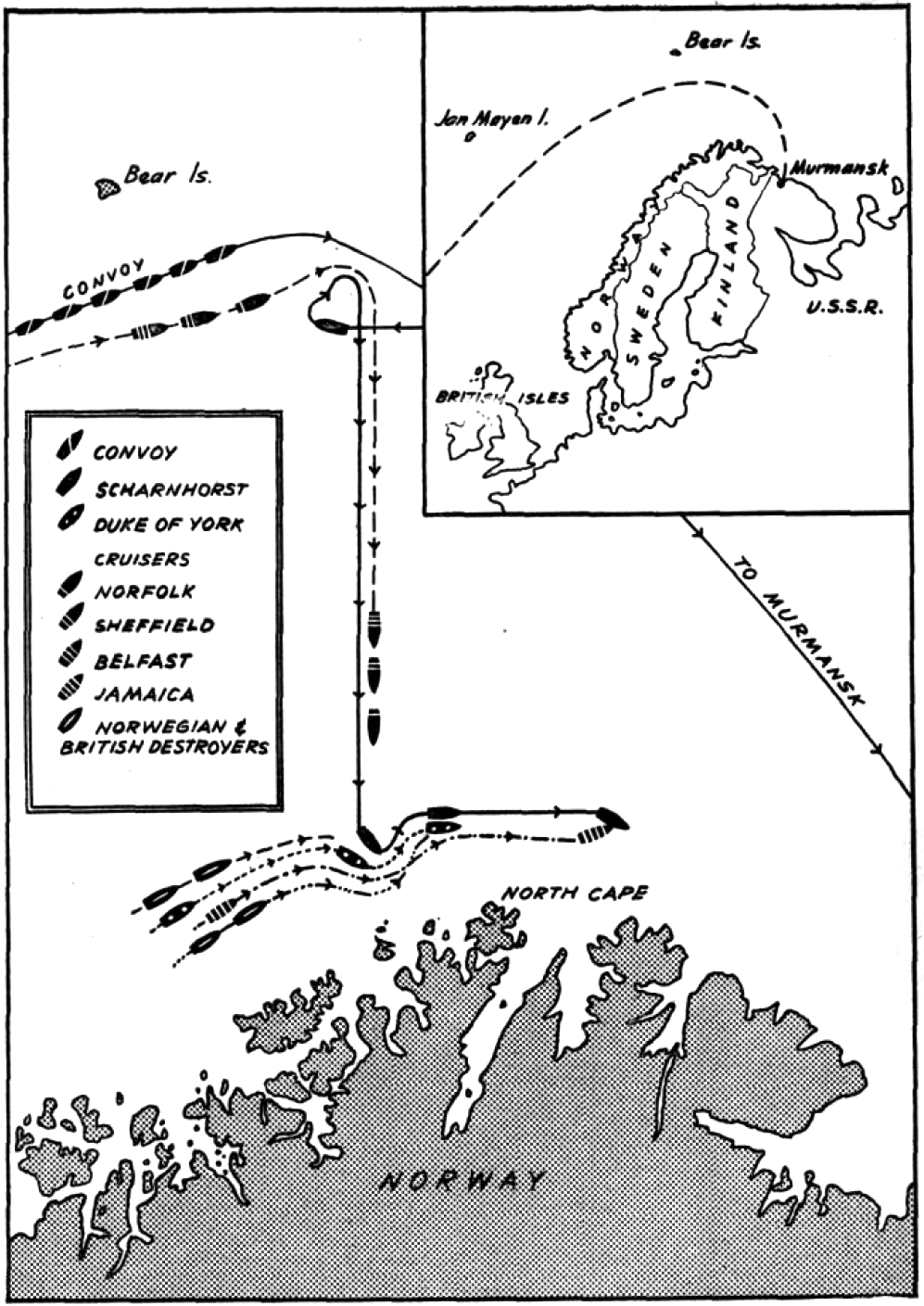
Mapa de la batalla.

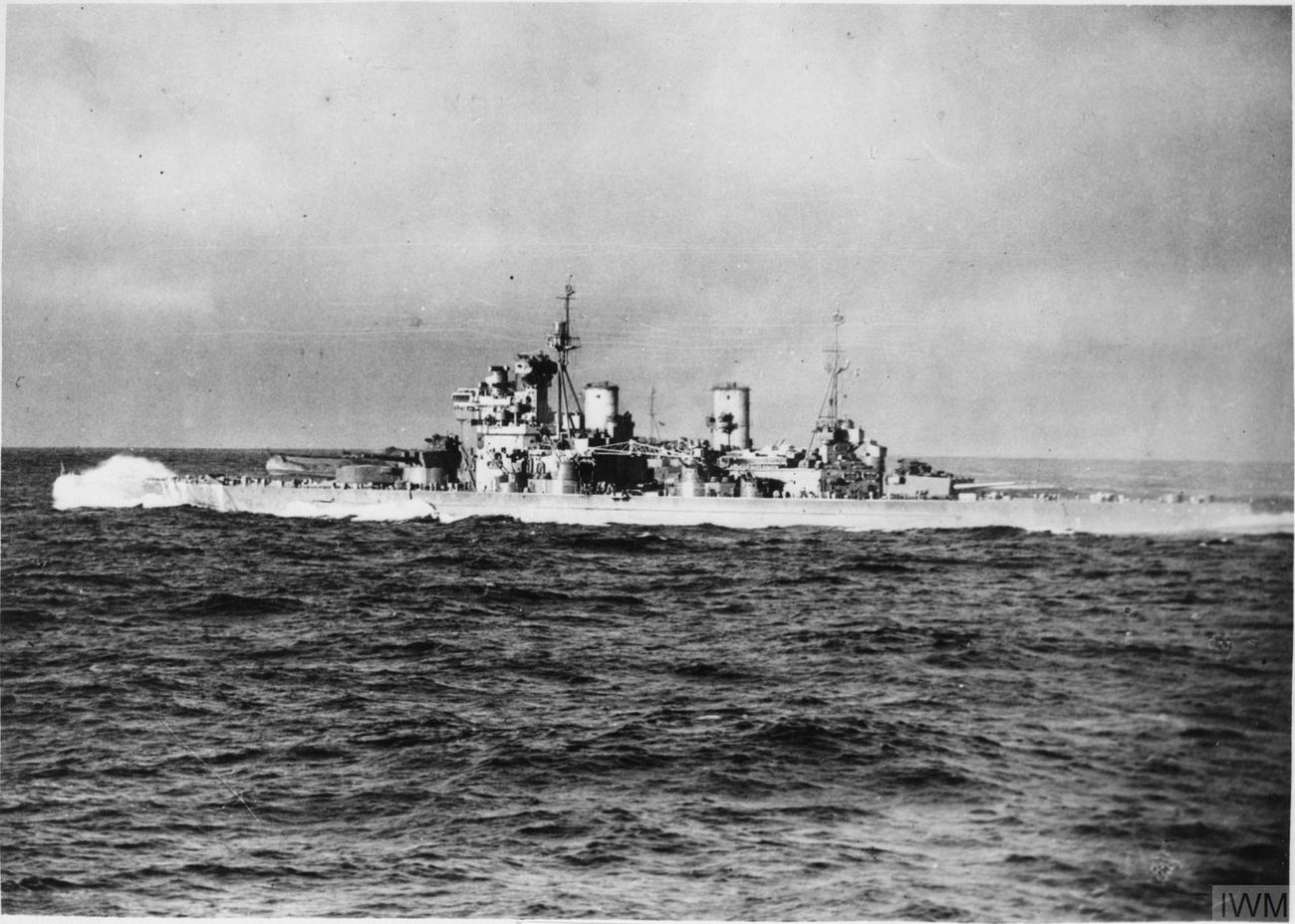
El Duke of York

Fraser va rebre la confirmació de l'Almirallat a les primeres hores del 26 de desembre que el Scharnhorst estava al mar i buscava el comboi JW 55B. El temps tempestuós havia provocat que tots els avions de reconeixement de la Luftwaffe romanguessin a terra. Sense la capacitat de buscar els vaixells britànics des de l'aire i la mar forta que dificultava el moviment dels seus vaixells, el contraalmirall Bey no va poder localitzar el comboi. Malgrat que un submarí alemany va veure el comboi i va informar de la seva posició, Bey encara no va poder establir contacte amb els vaixells britànics. Pensant que havia superat l'enemic, va separar els seus destructors i els va enviar cap al sud per augmentar l'àrea de recerca, i els destructors van perdre posteriorment el contacte amb el seu vaixell insígnia. L'almirall Fraser, preparant-se per a l'atac alemany, havia desviat el comboi buit RA 55A que tornava cap al nord, fora de l'àrea on s'esperava, i va ordenar al JW 55B que invertís el rumb per permetre-li tancar. Més tard va ordenar quatre dels destructors amb RA 55A; Matchless, Musketeer, Opportune i Virago, que se separessin i s'unissin a ell.
Creuer pesat britànic Norfolk

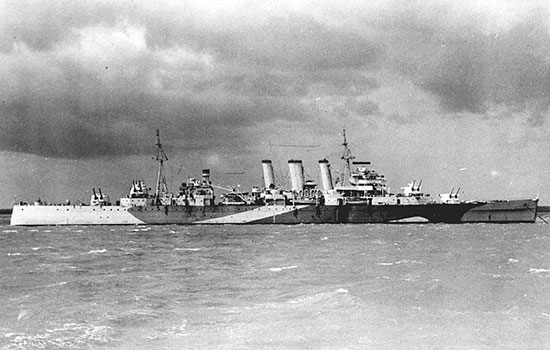
El Norfolk

El Scharnhorst ara sense escolta es va trobar amb la Força 1 de Burnett poc després de les 09:00. El Belfast va ser el primer vaixell a obtenir contacte de radar del Scharnhorst, i els creuers britànics van tancar ràpidament el pas. A una distància de gairebé 12.000 m, els creuers britànics van obrir foc i el Scharnhorst va respondre amb les seves pròpies salves. Tot i que no es va aconseguir cap impacte sobre els vaixells britànics, el cuirassat alemany va ser colpejat dues vegades, amb un obús que va destruir els controls del radar Seetakt i va deixar el Scharnhorst pràcticament cec en una tempesta de neu. Sense radar, els artillers a bord del cuirassat alemany es van veure obligats a apuntar als flaixos de l'enemic. Això es va fer més difícil perquè dos dels creuers britànics estaven utilitzant un nou propulsor sense flaix, deixant el Norfolk com l'objectiu menys difícil. Bey, creient que s'havia enfrontat a un cuirassat, va girar cap al sud per intentar allunyar-se dels perseguidors i potser allunyar-los del comboi.
La velocitat superior del Scharnhorst va permetre a Bey separar-see dels seus perseguidors, després de la qual cosa va girar al nord-est en un intent d'envoltar-los i atacar el comboi indefens. Burnett, en lloc de perseguir-lo en condicions de mar que limitaven la velocitat dels seus creuers a 24 nusos (28 mph; 44 km/h), va endevinar correctament les intencions de Bey i va posicionar la Força 1 per protegir el comboi. Va ser una decisió sobre la qual tenia alguns dubtes personals, ja que faria que els creuers perdessin el contacte amb el Scharnhorst, i la decisió va ser criticada per alguns dels altres oficials de la força britànica però recolzada per Fraser. Per a alleujament de Burnett, poc després del migdia, el Scharnhorst va ser detectat una vegada més pels radars del creuer mentre intentava apropar-se al comboi. Quan es va tornar a intercanviar foc, el Scharnhorst va anotar dos cops sobre el Norfolk amb obusos d'11 polzades, desactivant una torreta i el seu radar. Els destructors de Burnett tampoc no van poder apropar-se prou al Scharnhorst per llançar un atac de torpedes contra el vaixell alemany. Després d'aquest intercanvi, Bey va decidir tornar a port, mentre ordenava als seus destructors que ataquessin el comboi en una posició informada pel submarí a primera hora del matí. La posició informada estava desfasada i els destructors van perdre el comboi.
El Scharnhorst va córrer cap al sud durant diverses hores, aprofitant una vegada més la seva velocitat superior. Burnett va perseguir-lo, però tant el Sheffield com el Norfolk van patir problemes amb el motor i es van veure obligats a retrocedir, deixant a Belfast com a únic perseguidor i perillosament exposat durant un temps. La manca de radar de treball a bord de el Scharnhorst va impedir que els alemanys aprofitessin la situació, permetent el Belfast tornar a detectar el vaixell alemany al seu equip de radar. Sense que Bey ho sabés, el seu vaixell estava navegant cap a una trampa, amb la força principal de l'almirall Fraser dirigint-se cap a la posició del Scharnhorst i perfectament situada per interceptar el vaixell alemany que fugia. Amb el Belfast enviant un flux constant de senyals de ràdio sobre la posició del Scharnhorst, el cuirassat Duke of York va lluitar a través del mar agitat per arribar al vaixell alemany. Fraser va enviar els seus quatre destructors d'escorta per avançar i intentar posar-se en posicions de llançament de torpedes. La principal força britànica aviat va recollir el Scharnhorst al radar a les 16:15 i estaven maniobrant per portar un grup complet. A les 16:17 el Scharnhorst va ser detectat pel radar tipus 273 del Duke of York a una distància de 45.500 iardes (41.500 m) i a les 16:32 el tipus 284 del Duke of York. El radar va indicar que l'abast s'havia tancat a 29.700 iardes (27.700 m).
A les 16:48, Belfast va disparar bengales per il·luminar el Scharnhorst. El Scharnhorst, sense estar preparat amb les seves torres entrenades a proa i a popa, era clarament visible des del Duke of York. El Duke of York va obrir foc a una distància de 10.900 m (11.920 iardes) i va aconseguir un impacte a la primera salva, desactivant les torres més importants del Scharnhorst ("Anton" i "Bruno"), mentre que una altra salva va destruir l'hangar del vaixell. Bey va girar cap al nord, però va ser atacat pels creuers Norfolk i Belfast, i va girar cap a l'est a una velocitat elevada de 31 kn (36 mph; 57 km/h). El Scharnhorst s'enfrontava ara per a un costat amb el Duke of York i el Jamaica, mentre que els creuers de Burnett s'enfrontaven des de l'altre costat. Els alemanys van rebre un fort càstig continuat dels obusos de 14 polzades del Duke of York, i a les 17:24 un Bey desesperat va dir a Alemanya que "estic envoltat d'unitats pesades".

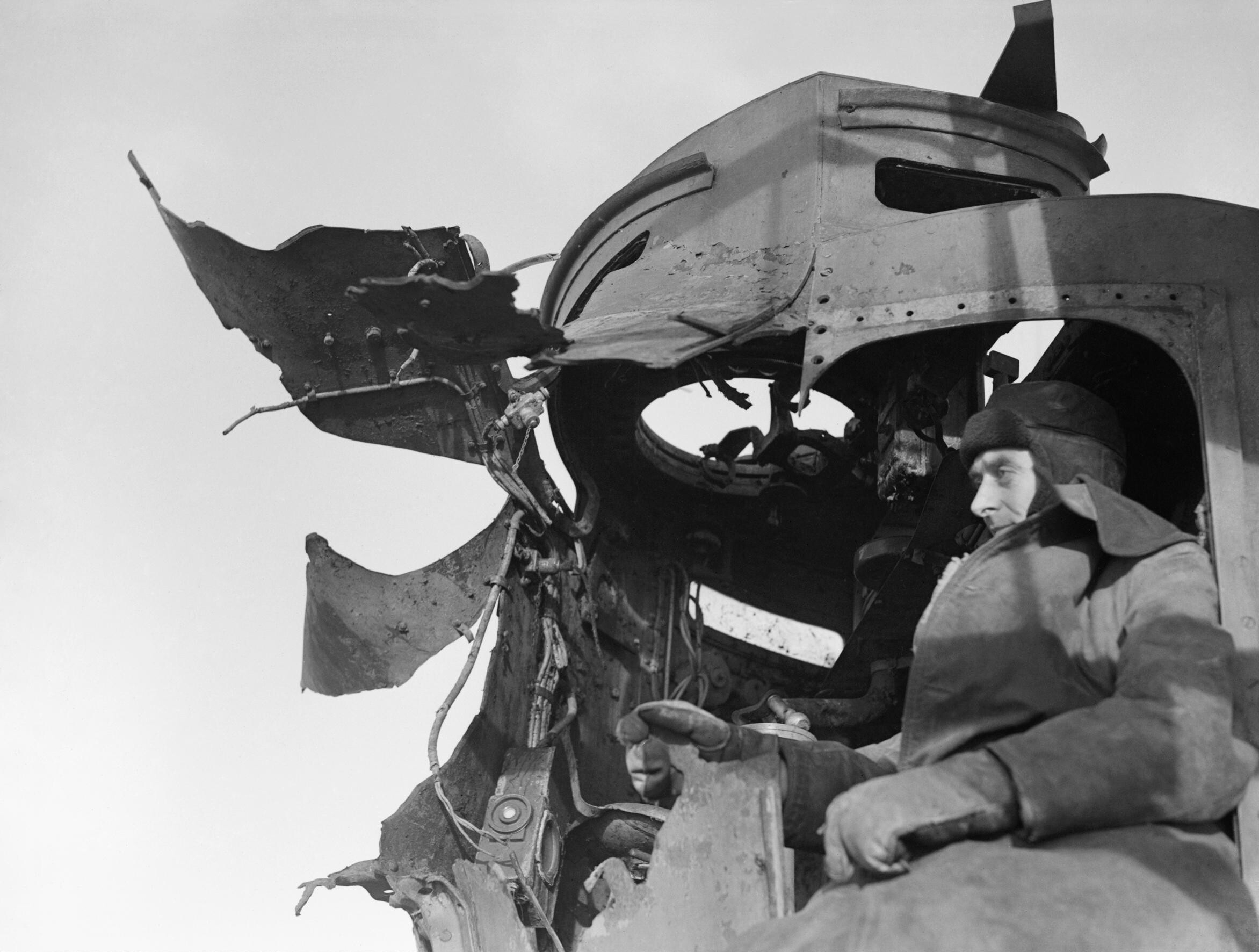
Vista de prop dels danys rebuts per l' d'un obús d'11 polzades disparat peel Scharnhorst durant la batalla

Bey va poder posar una mica més de distància entre el Scharnhorst i els vaixells britànics per augmentar les seves perspectives d'èxit. Dos obusos d'11 polzades d'una de les seves salves van passar pels pals del Duke of York, tallant algunes de les antenes sense fil i, encara més greu, tombant l'antena del radar al conjunt de radar de control d'artilleria Tipus 284. Aquests cops no podien ser coneguts per Bey, i el tinent H.R.K. Bates RNVR, l'oficial elèctric, malgrat les terribles condicions (un vendaval de força 8, foscor i gel substancial), va pujar al pal i va aconseguir tornar l'antena a l'horitzontal i va reiniciar-se el giro-estabilitzador de manera que al cap d'uns minuts el radar tornés a funcionar (es va procedir a explicar un mite que Bates reparava els cables amb les seves mans nues, fet que va fer que el seu sobrenom fos "Barehand" Bates). La fortuna del Scharnhorst va empitjorar dramàticament a les 18:20 quan un obús disparat pel Duke of York a una distància extrema va perforar la seva armadura del cinturó i va destruir la sala de calderes número 1. La velocitat del Scharnhorst va baixar a només 10 kn (12 mph; 19 km/h), i encara que els treballs de reparació immediats li van permetre recuperar-se a 22 kn (25 mph; 41 km/h) , el Scharnhorst era ara vulnerable als atacs dels torpedes dels destructors. Cinc minuts més tard, Bey va enviar el seu darrer missatge de ràdio al comandament naval alemany: "Nosaltres lluitarem fins que es dispari l'últim obus". A les 18:50 el Scharnhorst va virar a estribord per enfrontar-se als destructors Savage i Saumarez, però això va permetre a l'Scorpion i al destructor noruec Stord atacar amb torpedes, anotant dos impactes a estribord. Mentre el Scharnhorst continuava girant per evitar els torpedes, el Savage i el Saumarez van anotar tres impactes al seu costat de babord. El Saumarez va ser tocat diverses vegades per l'armament secundari del Scharnhorst i va patir 11 morts i 11 ferits.
A causa dels cops dels torpedes, la velocitat del Scharnhorst va tornar a baixar a 10 kn (12 mph; 19 km/h), permetent al Duke of York tancar ràpidament el rang. Amb el Scharnhorst il·luminat per bengales "penjant sobre ell com un canelobre", el Duke of York i el Jamaica va reprendre el foc, a una distància de només 10.400 iardes (9.500 m). A les 19:15, el Belfast es va unir des del nord. Els vaixells britànics van sotmetre el vaixell alemany a un diluvi d'obusos, i els creuers Jamaica i Belfast van disparar els seus torpedes restants contra l'objectiu que s'alentia. El final va arribar quan els destructors britànics Opportune, Virago, Musketeer i Matchless van disparar-li 19 torpedes més. Destrossat pels impactes rebuts i incapaç de fugir, el Scharnhorst finalment es va bolcar i es va enfonsar a les 19:45 del 26 de desembre, les seves hèlixs encara giraven, a una posició estimada de 72° 16′ N, 28° 41′ E / 72.267°N,28.683°E. Posteriorment va ser identificada i filmada a 72° 31′ N, 28° 15′ E / 72.517°N,28.250°E. Del seu rol total de 1.968, només 36 van ser extrets de les aigües gèlides, 30 per Scorpion i sis per Matchless. Ni el contraalmirall Bey ni el capità Hintze estaven entre els rescatats (tot i que es va informar que tots dos havien estat vists a l'aigua després que el vaixell s'enfonsés), ni hi havia cap altre oficial. L'Scorpion va intentar rescatar Bey, però es va enfonsar. Les baixes britàniques, en canvi, van ser relativament lleugeres amb només 21 morts i 11 ferits. La majoria de les baixes britàniques es van produir al Saumarez, amb 11 mariners morts mentre el vaixell intentava tancar-se amb l'Scharnhorst. L'HMS Norfolk va patir la majoria de les baixes restants amb set dels seus homes morts, mentre que el destructor Scorpion també tenia un dels seus homes desaparegut en acció. Fraser va ordenar a la força que es dirigís cap a Murmansk, fent un senyal a l'Almirallat: "El Scharnhorst ha estat enfonsat", a la qual va arribar la resposta: "Gran, ben fet".

## Després de la batalla

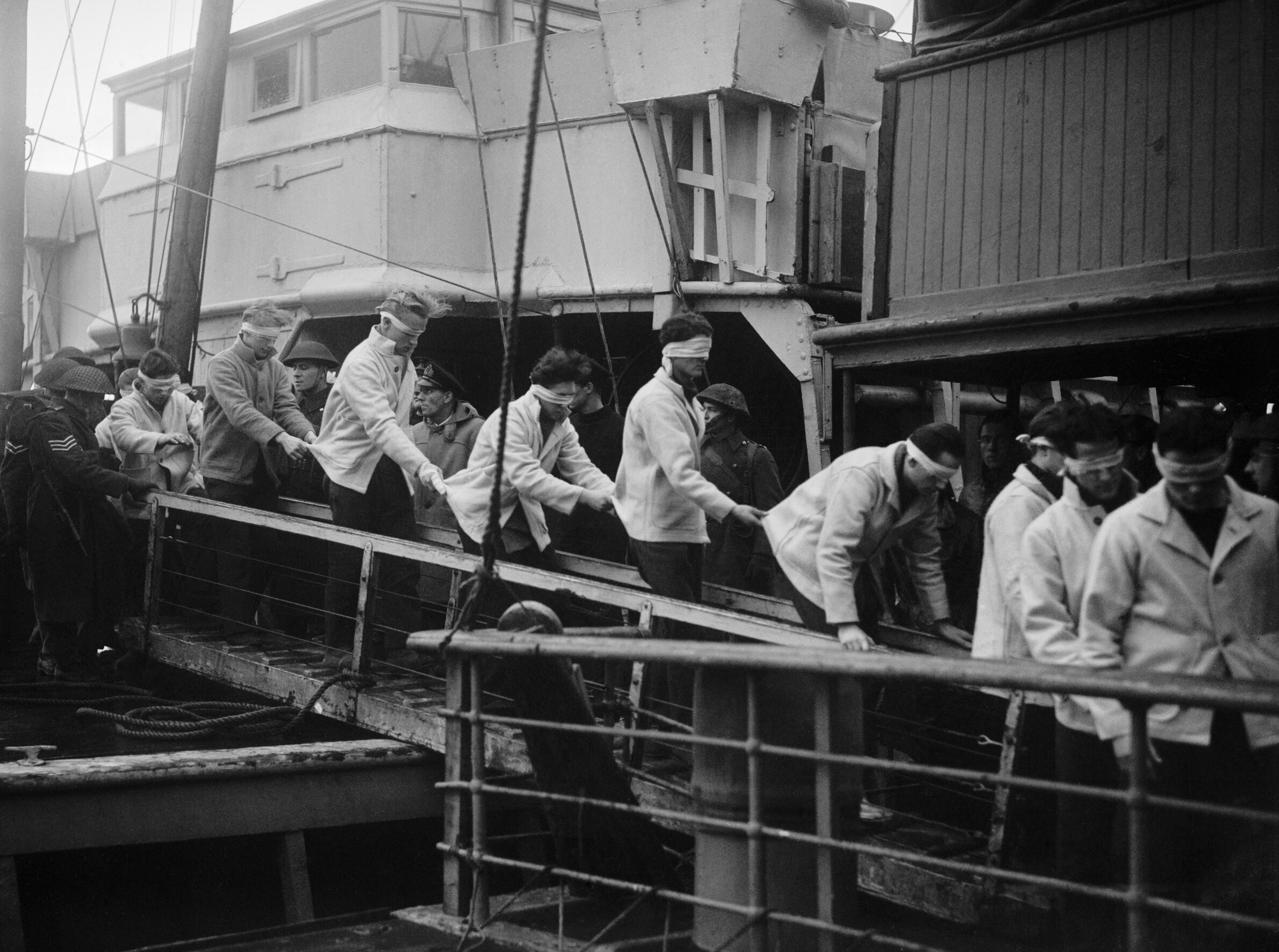
Els supervivents del Scharnhorst amb els ulls embenats desembarquen a Scapa Flow el 2 de gener de 1944

Més tard, al vespre del 26 de desembre, l'almirall Fraser va informar als seus oficials a bord del Duke of York : "Senyors, la batalla contra el Scharnhorst ha acabat amb una victòria per a nosaltres. Espero que si algun de vosaltres és cridat a portar un vaixell en acció. contra un oponent moltes vegades superior, comandaran el seu vaixell amb la mateixa valentia que el Scharnhorst ha estat comandat avui". Després de la batalla, l'almirall Fraser va enviar el següent missatge a l'Almirallat: "... Si us plau, envieu-lo al comandant en cap de la marina noruega. El Stord va tenir un paper molt agosarat en la lluita i estic molt orgullós d'ell.. .". En una entrevista a The Evening News el 5 de febrer de 1944, el comandant del HMS Duke of York, el capità Guy Russell, va dir: "... el destructor noruec Stord va dur a terme l'atac més agosarat de tota l'acció...".
La pèrdua del Scharnhorst va demostrar la importància vital del radar en la guerra naval moderna. Tot i que el cuirassat alemany hauria d'haver estat capaç de superar tots els seus oponents, excepte el cuirassat Duke of York, la pèrdua primerenca del control de foc assistit per radar combinada amb el problema de les inclemències del temps la va deixar en un desavantatge important. El Scharnhorst va rebre 31 de les 52 salves controlades per radar disparades pel Duke of York. Després de la batalla, el comandant de la Kriegsmarine, el Großadmiral Karl Dönitz va comentar: "Els vaixells de superfície ja no són capaços de lluitar sense un equip de radar efectiu".
L'enfonsament del Scharnhorst va ser una gran victòria per a l'esforç de guerra aliat al teatre àrtic i va alterar encara més l'equilibri estratègic al mar a favor seu. La Batalla del Cap Nord va tenir lloc només uns mesos després de l'èxit de l'operació Font, que havia danyat greument el cuirassat alemany Tirpitz mentre estava fondejat a Noruega. Amb el Scharnhorst destruït i els altres cuirassats alemanys fora de servei, els aliats estaven ara per primera vegada a la guerra lliures de l'amenaça dels cuirassats alemanys que atacaven els seus combois a l'Àrtic i l'Atlàntic. Això permetria als aliats reassignar els seus recursos navals que havien estat lligats anteriorment per contrarestar l'amenaça de la flota de dissuasió alemany. Aquesta seria la batalla final dels cuirassats a les aigües europees i va ser una de les poques batalles de superfície entre vaixells i vaixells a la Segona Guerra Mundial sense suport aeri.